# Ton Kotter
Anthonius Julius Hendrikus (Ton) Kotter (Aalten, 9 november 1906 - 21 april 1991) was een Nederlandse componist, dirigent en trompettist.

## Levensloop
Toen hij twaalf jaar was, kreeg hij privé trompetles. Op zijn 14e kreeg hij viool- en trompetles aan de 'Muziekschool in Nijmegen. Daarna studeerde hij privé muziektheorie en compositie. Hij werd lid van de Marinierskapel der Koninklijke Marine als trompettist. Aan de Hochschule für Musik in Berlijn studeerde hij compositie en orkest-directie bij professor Freidenberg en Wilhelm Furtwängler. Na de Tweede Wereldoorlog werd hij dirigent van verschillende harmonie- en fanfare-orkesten, o.a. van de Politiekapel te Nijmegen. In 1948 werd hij dirigent bij diverse orkesten in de omgeving van Tilburg, o.a. ook bij het bekende Koninklijke Harmonie "Sophia's Vereeniging", te Loon op Zand, en van 1950 tot 1965 van de Andels Fanfare Corps, Andel. Daarna dirigeerde hij Soli Deo Gloria in Enschede. Van 1967 tot 1977 was hij dirigent van Excelsior Eibergen.
In 1965 werd hij docent voor HaFa-directie aan het Conservatorium Enschede.

## Composities

### Werken voor harmonie- en fanfare-orkest (Uittreksel)
- 1946 Hunter Mars
- 1946 Kingsway
- 1946 Seven up
- 1954 Feu Sacré
- 1955 Hops Marching Along
- 1959 "'t Krekeltje", duo voor 2 piccolo's (of 2 trompetten) en harmonie- of fanfareorkest
- 1960 Midway March
- 1963 Graaf Otto, mars voor harmonie- of fanfareorkest met drumband en klaroenen in es
- 1964 Centenaire
- 1965 Walk over
- 1968 The Red Jackets
- 1970 Majorettenparade
- 1972 Floriade
- 1976 Ambiorix
- 1977 The Ambassador, mars
- 1981 All In
- 1985 Concorde
- 40 Volt Parade Mars
- Capriolen, voor tenorsaxofoon en harmonie- of fanfareorkest
- Nostalgie voor althobo en harmonieorkest